# Cooling
Cooling är en ort och civil parish i grevskapet Kent i sydöstra England. Orten ligger i enhetskommunen Medway på halvön Hoo, cirka 7,5 kilometer norr om Rochester. Civil parishen hade 219 invånare vid folkräkningen år 2021.